# Tour de Vendée
Tour de Vendée är ett endagslopp i landsvägscykling som avhålls årligen sedan 1972 i den franska regionen Vendée. Till och med 1979 var det ett lopp för enbart amatörer, men 1980 öppnades det för professionella. När UCI Europe Tour instiftades 2005 inkluderades loppet och klassificerades som 1.1 (som 1.HC från 2010 till 2013). Målgång sker i La Roche-sur-Yon, medan startorten varierar mellan årgångarna. Det cirka 200 kilometer långa loppet är normalt lite småbackigt (vanligen cirka 2000 höjdmeters klättring totalt) och avslutas med några varv på en mindre slinga i La Roche-sur-Yon, med en brant backe strax före mållinjen.

## Podieplaceringar
Loppet ställdes in 2020 på grund av Coronapandemin.
| År   | Vinnare                | Tvåa                  | Trea                  |          |
| ---- | ---------------------- | --------------------- | --------------------- | -------- |
| 1980 | Jean-René Bernaudeau   | Roger Legeay          | Christian Seznec      |          |
| 1981 | Bernard Bourreau       | Maurice Le Guilloux   | Marc Madiot           |          |
| 1982 | Serge Beucherie        | Bernard Becaas        | Maurice Le Guilloux   |          |
| 1983 | Pierre Bazzo           | Håkan Jensen          | Raymond Martin        |          |
| 1984 | Claude Moreau          | Alain Bondue          | Sean Yates            |          |
| 1985 | Michel Bibollet        | Dominique Gaigne      | Philippe Leleu        |          |
| 1986 | Francis Castaing       | Søren Lilholt         | Éric Caritoux         |          |
| 1987 | Jean-Claude Colotti    | Philippe Louviot      | Dirk De Wolf          |          |
| 1988 | Alberto Leanizbarrutia | Pierangelo Bincoletto | Marnix Lameire        |          |
| 1989 | Laurent Bezault        | Atle Kvålsvoll        | Johan Bruyneel        |          |
| 1990 | François Lemarchand    | Philippe Casado       | Ronny Van Holen       |          |
| 1991 | Fabrice Naessens       | Edwin Bafcop          | Thierry Marie         |          |
| 1992 | Bruno Cornillet        | Pascal Lance          | Laurent Bezault       |          |
| 1993 | Dimitri Zhdanov        | Bruno Thibout         | Bart Leysen           |          |
| 1994 | Patrick Van Roosbroeck | Mario De Clercq       | Peter Spaenhoven      |          |
| 1995 | Mario De Clercq        | Jo Planckaert         | Laurent Davion        |          |
| 1996 | Laurent Desbiens       | Philippe Gaumont      | Jacky Durand          |          |
| 1997 | Jaan Kirsipuu          | Gilles Maignan        | Steve De Wolf         |          |
| 1998 | Marco Antonio Di Renzo | Laurent Desbiens      | Jaan Kirsipuu         |          |
| 1999 | Jaan Kirsipuu          | Lars Michaelsen       | David Millar          |          |
| 2000 | Jaan Kirsipuu          | Jay Sweet             | Ludovic Capelle       |          |
| 2001 | Didier Rous            | Benoît Salmon         | Patrice Halgand       |          |
| 2002 | Franck Bouyer          | Walter Bénéteau       | Geert Omloop          |          |
| 2003 | Jaan Kirsipuu          | Carlos da Cruz        | Jérôme Pineau         |          |
| 2004 | Thor Hushovd           | Jaan Kirsipuu         | Sébastien Hinault     |          |
| 2005 | Jonas Ljungblad        | László Bodrogi        | Stéphane Pétilleau    |          |
| 2006 | Mikel Gaztañaga        | Jimmy Casper          | Sébastien Hinault     |          |
| 2007 | Mikel Gaztañaga        | Mark Renshaw          | Mathieu Drujon        |          |
| 2008 | Koldo Fernández        | Kristof Goddaert      | Anthony Geslin        |          |
| 2009 | Pavel Brutt            | Matthieu Ladagnous    | Thomas Voeckler       |          |
| 2010 | Koldo Fernández        | Davide Appollonio     | Jonathan Hivert       |          |
| 2011 | Marco Marcato          | Peio Bilbao           | Maxime Bouet          |          |
| 2012 | Wesley Kreder          | Sébastien Hinault     | Jonathan Hivert       |          |
| 2013 | Nacer Bouhanni         | Samuel Dumoulin       | Steven Tronet         |          |
| 2014 | Armindo Fonseca        | Olivier Le Gac        | Thomas Voeckler       |          |
| 2015 | Christophe Laporte     | Jaŭhen Hutarovitj     | Thomas Sprengers      |          |
| 2016 | Nacer Bouhanni         | Samuel Dumoulin       | Bryan Coquard         |          |
| 2017 | Christophe Laporte     | Justin Jules          | Fabian Lienhard       |          |
| 2018 | Nico Denz              | Lennert Teugels       | Gian Friesecke        |          |
| 2019 | Marc Sarreau           | Christophe Laporte    | Bryan Coquard         |          |
| 2020 | inställt               | inställt              | inställt              | inställt |
| 2021 | Bram Welten            | Eduard Prades         | Sebastian Schönberger |          |
| 2022 | Bryan Coquard          | Arnaud Démare         | Luca Mozzato          |          |
| 2023 | Arnaud Démare          | Paul Penhoët          | Sandy Dujardin        |          |
| 2024 | inställt               | inställt              | inställt              | inställt |
| 2025 |                        |                       |                       |          |